# Койн Македонски
Вижте пояснителната страница за други личности с името Коин.
Коин (на старогръцки: Κοῖνος) от династията Аргеади е вторият цар на Древна Македония от 778 г. пр. Хр. до 750 г. пр. Хр. Той е син на Каран. Той е роден през IX век пр. Хр. или през VIII век пр. Хр., умира през VIII век пр. Хр.
През 778 г. пр. Хр. той става цар след баща си Каран. Според древните царски списъци той управлява 12 години, според Диодор 28 години. По времето на неговото управление се провеждат първите Олимпийски игри на древността. След неговата смърт на трона го наследява Тирим.